# Chrysler Norseman
Der Chrysler Norseman war ein Konzeptfahrzeug von Chrysler aus dem Jahr 1956. Der Entwurf stammte von Chryslers Chefdesigner Virgil Exner, das Design von Billie Brownlie; gebaut wurde der Wagen bei Carrozzeria Ghia in Turin.
Das Dach war eine Kragträger-Konstruktion aus Aluminium mit Schiebedach, die nur an der C-Säule der Karosserie befestigt war. Nach den Aussagen der Konstrukteure hätte das Dach trotz der fehlenden vorderen Stützen das achtfache des Wagengewichts tragen können.
Der Chrom-Kühlergrill wurde von der ausladenden vorderen Stoßstange eingefasst, darüber saßen Klappscheinwerfer. Der Innenraum bot Einzelsitze mit Sicherheitsgurten und ein gepolstertes Armaturenbrett. Zum einfacheren Ein- und Aussteigen konnten die Lehnen der Vordersitze um eine vertikale Drehachse nach vorne weggedreht werden. Angetrieben wurde das Show-Car von einem Hemi-V8 mit 235 hp (175 kW; 238 PS). Insgesamt flossen rund 50.000 Arbeitsstunden und 200.000 Dollar in den Prototyp.
1957 sollte der Norseman (englisch für „Wikinger“) auf mehreren Automobilmessen in den USA ausgestellt und dazu an Bord der Andrea Doria von Genua nach New York überführt werden. Das Schiff kollidierte jedoch am 25. Juli 1956 in der Nähe von Nantucket mit der Stockholm und sank am darauffolgenden Tag mit seiner gesamten Fracht. Vom Bau eines weiteren Exemplars des Norseman wurde in der Folge abgesehen.
Bis heute konnte das Auto nicht geborgen werden, da das Schiff in 70 m Tiefe an einer Stelle mit starker Strömung und schlechter Sicht liegt. Bei dieser Tiefe bleibt einem Taucher nur sehr wenig Zeit am Wrack, um rechtzeitig mit dem Auftauchen zu beginnen. 1994 sollen von einem Wracktaucher die Reste des Fahrzeugs in einem der Laderäume gefunden worden sein. Die jahrzehntelange Korrosion im Salzwasser habe bis auf die Räder, anhand derer es identifiziert werden konnte, schon damals nur noch wenig übrig gelassen.